# 쿠키런 어드벤처
《쿠키런 어드벤쳐》는 대한민국의 학습 만화 시리즈다. 비디오 게임 쿠키런을 소재로 송도수, 서정원이 썼다. 2014년부터 발행을 2024년까지 발행되었다. 시즌 2인 41권부터 부제가 추가되었다.

## 등장인물
- 브레이브
- 콜드
- 버블
- 페이
- 허브
- 피스타치오